# Corazón (volcan)
Pour les articles homonymes, voir Corazón.
Le Corazón est un volcan endormi d'Équateur.
Il est situé à environ trente kilomètres au sud-ouest de Quito, la capitale du pays, sur la chaîne Ouest des Andes.